# Milagro en casa de los López
Milagro en casa de los López es una obra de teatro de Miguel Mihura, estrenada en el Teatro Talía de Barcelona el 23 de septiembre de 1964.

## Argumento
Mercedes y Jerónimo son un matrimonio acomodado que reside en un chalet de lujo junto a sus sirvientes Teresa y Jacinto. En un momento dado, comienzan a suceder cosas extrañas en el hogar familiar y los personajes empiezan a cuestionarse la existencia de los auténticos milagros.

## Representaciones destacadas
- Teatro (Estreno, 1964). Intérpretes: Mari Carmen Prendes, Pedro Porcel, José Sazatornil, Ángel Terrón, Clara Suñer, Carmen Contreras.
- Televisión (1 de septiembre de 1972, en el espacio de TVE Estudio 1). Intérpretes: Antonio Ferrandis, María Isbert, Clara Suñer, Manuel Alexandre, Fernando Chinarro, María Elena Flores.
- Teatro Galilei, Madrid, 2015.
  - Dirección: Manuel Gancedo.
  - Intérpretes: Nuria González, Carlos Chamarro (sustituido luego por Nacho Guerreros), Nacho del Valle, Elisa Lledó (sustituida luego por Maika Jurado), Juan Antonio Molina, Ana Mayo.